# Gare de Lunery
Gare de Lunery vasútállomás Franciaországban, Lunery településen.

## Vasútvonalak
Az állomást az alábbi vasútvonalak érintik:
- Bourges-Miécaze-vasútvonal

## Kapcsolódó állomások
A vasútállomáshoz az alábbi állomások vannak a legközelebb:
- Gare de Saint-Florent-sur-Cher (Gare de Bourges, Bourges-Miécaze-vasútvonal)
- Gare de Châteauneuf-sur-Cher (Gare de Montluçon-Ville, Bourges-Miécaze-vasútvonal)